# 보속

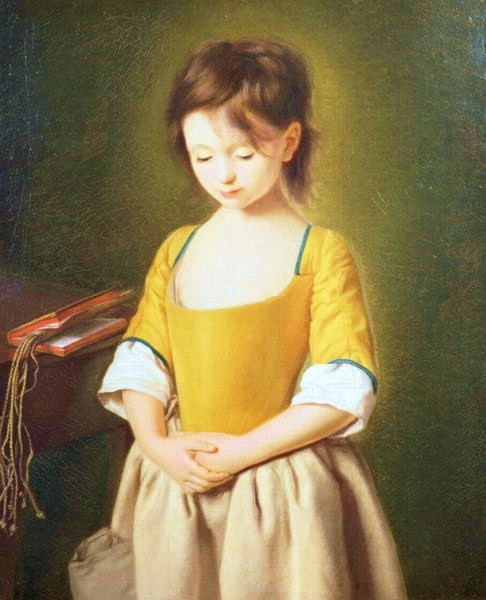
피에트로 로타리의 작품 ‘보속’.

보속(補贖, 라틴어: Satisfactio)은 넓은 의미로 손해의 배상 및 보환을 뜻하나 기독교 신학에서는 죄인이 로마 가톨릭교회와 동방 정교회의 성사 가운데 하나인 고해성사를 보고나서 실천하는 속죄 행위를 말한다.
로마 가톨릭 교회에서 고해성사는 병자성사와 더불어 치유의 성사에 속한다. 예수 그리스도는 교회가 성령의 힘으로 치유와 구원 활동을 사람들에게 지속적으로 수행하기를 바라였다. 성사의 집전자인 사제는 자신의 이름으로서가 아닌 하느님의 이름으로 성사를 집전하며, 사제를 통하여 죄인은 하느님에게 죄를 고백하고 용서를 받는다.
고해성사를 받기 전에 죄인은 먼저 지은 죄를 모두 알아내고, 이를 진정으로 뉘우치며, 다시는 죄를 짓지 않기로 굳게 결심하고 고백기도와 통회기도를 바친다. 그리고 고해소에 들어가 사제에게 죄를 고백한다. 그러면 고해사제는 죄인에게 훈계를 준 다음 실천해야 할 보상 행위를 일러주고 하느님의 이름으로 죄를 용서해준다. 대죄든 소죄든 반드시 고해해야 하며, 특히 영성체를 하기 전에는 반드시 고해해야 한다.
사제가 부여하는 보속행위는 자신의 이기심을 이겨내고 거룩한 삶을 살겠다는 것을 다짐하고, 예수에게 더 가까이 다가가서 다른 사람들에게도 예수의 사랑과 자비를 보여주는 행위를 돕는다. 보속은 고해성사의 치유 행위에 해당한다고 볼 수 있다. 죄는 결국 자신에게 상처를 입히고, 나약하게 하며, 하느님에 대한 관계, 이웃에 대한 관계를 해친다. 용서는 죄를 없애 주지만 죄의 결과로 생긴 모든 폐해를 고쳐 주지는 못한다. 죄에서 벗어난 사람은 완전한 영적 건강을 회복해야 한다. 그러므로 그 죄를 갚기 위해서는 무엇인가 더 실행하여야 한다. 적절한 방법으로 죄를 보상하거나 속죄하여야 할 것이다. 이러한 갚음을 보속이라고 부른다. 보속은 대개 기도나 자선 혹은 금욕과 같은 행위로 한다.

## 같이 보기
- 고해성사